# ピンキー&ダイアン
ピンキー&ダイアン（Pinky&Dianne）は女性向けのファッションブランドである。ニューヨークでピンキー・ウォルマン(Pinky Wolman)とダイアン・ボードリー(Dianne Beaudry)らが1980年に創設した。 日本では1981年より、新宿伊勢丹に出店し展開を始めた。1980年代中盤頃から大流行した、体に密着したワンピースや極端にウエストマークされたスーツなどを特徴とするいわゆるボディコンスタイルの牽引役として人気を博した。2014年にeasyエレガンスをキーワードに成田香月をデザイナーチーフにむかえブランドリニューアル。

## デザイナー
- 成田　香月（チーフデザイナー・2014年現在）